# ヴォルフラム・クリスト
ヴォルフラム・クリスト（ドイツ語: Wolfram Christ, 1955年 - ）は、ドイツ（西ドイツ）生まれのヴィオラ奏者。カラヤン晩年とアバド時代のベルリン・フィルハーモニー管弦楽団で首席ヴィオラ奏者を務めた後、現在はソロ活動を行っている。クラウディオ　アバドのに請われてルツェルン祝祭管弦楽団に参加、今も首席ビオラ奏者として参加している。
コンサートマスターは息子である。

## 略歴
6歳からヴァイオリンを始める。12歳の時に、家族で室内楽を楽しむためにヴィオラに転向する。その後フライブルク音楽大学でウルリヒ・コッホに師事する。1976年、20歳の時にミュンヘン音楽国際コンクールで2位に入賞する。なお、この時の1位はユーリ・バシュメットであった。
1978年に22歳でベルリン・フィルの首席ヴィオラ奏者に就任する。ソリストとしてベルリン・フィルと『イタリアのハロルド』、『ドン・キホーテ』、バルトークのヴィオラ協奏曲、ヒンデミットの室内音楽第5番などの録音も行う。1993年には、ベルリン・フィルのメンバーと弦楽三重奏団「アルノルト・シェーンベルク・トリオ」（ヴァイオリンはライナー・クスマウル、チェロはゲオルク・ファウスト）を結成するなど、室内楽においても各種録音を行っている。
1995年にシドニー音楽院の芸術監督に就任、1998年からはフライブルク音楽大学教授となり、後進の指導にもあたっている。
1999年にベルリン・フィルを退団し、ソロ・室内楽の活動に専念している。